# Richard Sexau

Richard Sexau

Richard Sexau (* 11. Januar 1882 in Karlsruhe; † 23. August 1962 in München) war ein deutscher Schriftsteller, Diplomat und Historiker.

## Leben
Richard Sexau absolvierte in seinem Geburtsort das Gymnasium und widmete sich an den Universitäten München, Bern, Berlin und Heidelberg dem Studium der Philosophie, Nationalökonomie, Literatur-, Musik- und Kunstgeschichte. Er promovierte 1905 zum Doktor der Philosophie. 1904 heiratet er Margarethe Freiin von Krafft-Ebing (* 18. Juni 1882, † 17. Februar 1921), Tochter des bekannten Wiener Psychiaters Richard von Krafft-Ebing. Der Ehe entstammte eine Tochter namens Hertha (1906–1973). In seiner 2. Ehe war er mit Maria-Josefa Freiin von Redwitz (* 16. Juni 1893, † 4. September 1986) verheiratet. Er unternahm ausgedehnte Reisen durch Europa und Nordafrika. Im Ersten Weltkrieg leistete Sexau als Ordonnanzoffizier Kriegsdienst an der Westfront. Im Frühsommer 1918 wurde er als Delegierter an die deutsche Gesandtschaft in Haag berufen, wo er zwei Jahre lang tätig war.

Ansicht von Schloss Ascholding nach Kupferstich von Michael Wening um 1680

Auf seinem 1914 erworbenen Landsitz Schloss Ascholding in Ascholding bei Dietramszell in Oberbayern widmete sich Richard Sexau ab 1920 gänzlich seiner Schriftstellertätigkeit. Er ist Autor mehrerer Romane und Verfasser von Essays.
Sexau wurde u. a. mit der Kronprinz-Rupprecht-Medaille und am 23. Juni 1962 mit dem Bayerischen Verdienstorden ausgezeichnet.

## Nachlass
Sexaus umfangreicher Nachlass wird in der Bayerischen Staatsbibliothek aufbewahrt. In ihm befinden sich zahlreiche Abschriften von Quellen, die Sexau gesammelt hat, um eine Biographie über Herzog Carl Theodor in Bayern zu verfassen. Die Historikerin Brigitte Hamann nutzte Sexaus Nachlass für ihre Biographie über Kaiserin Elisabeth von Österreich, sie bewertete seine Abschriften als "zuverlässig". In Folge wurde der Nachlass von vielen Historikerinnen und Historikern genutzt. Durch einen erstmaligen Vergleich zwischen einer Abschrift und dem aufgefundenen Originaltext gelang dem Historiker Christian Sepp der Nachweis, dass diese Beurteilung nicht zutreffend ist. Im Falle der von Sexau abgeschriebenen und von Sepp untersuchten "Erinnerungen an Großmama", die von Herzogin Amelie in Bayern verfasst wurden, lassen sich Manipulationen am Originaltext feststellen. Ob Sexau den Quellentext bereits manipuliert bekommen hat oder ob die Veränderungen von ihm selbst stammen, kann nicht eindeutig nachgewiesen werden.

## Werke (Auszug)

### Buchausgaben
- Der Tod im deutschen Drama des 17. und 18.  Jahrhunderts – Ein Beitrag zur Literaturgeschichte; Bern, Francke, 1906, ISBN 380670502X / ISBN 3-8067-0502-X
- Die alte Weise; Kriegsnovelle, München, Georg Müller, 1916
- Brigitta; München, Parcus & Co., 1918
- Wiedergeburt; Berlin, Schlieffen, 1928, Aufl. 1956
- Das bessere Ich; Drei Romane der Liebe, 1931
- Der Rächer; Dramatische Dichtung in drei Akten, München, „Die Wende“, 1931
- Brigitta – Ein Vermächtnis; Zwei Romane, Hamburg, Hoffmann & Campe, 1933
- Venus und Maria; Berlin, Vier Falken Verlag, 1932, Aufl. 1933, Aufl. 1942
- Märztrieb; München, Kaiser Verlag, 1941
- Kaiser oder Kanzler; Palladium Verlag, 1960
- Fürst und Arzt Dr. med. Herzog Carl Theodor in Bayern – Schicksal zwischen Wittelsbach und Habsburg, Graz, Verlag Styria, 1963

### Essays und Studien
erschienen in führenden Zeitschriften und der Tagespresse:
- 1. Zur Erkenntnis der sittlichen und formalen Grundlage des Schrifttums und der Kultur:

Dichtung und Dichter; Literatur und Ethos; Leben und Dichtung; Disziplin und Talent; Die Sendung des deutschen Schrifttums; Prometheus oder Thersites – Der Epiker am Scheideweg; Der Autobiograph zwischen Scylla und Charybdis; Eitelkeit und Erwerbssucht unter der Maske biographischer Geschichtsschreibung; Panem et circenses; u. a. m.
- 2. Zur Geschichtswissenschaft und Zeitfragen:

Geschichtswissenschaft und Dichtkunst; Süd und Nord – von 1848 bis zur Versailler Kaiserkrönung – im Lichte wittelsbach-habsburgischen Briefwechsels und diplomatischer Geheimberichte; Ludwig II. von Bayern und Bismarck; Elisabeth von Österreich; Mayerling; Hugo Graf Lerchenfeld; Diplomaten unter Hitler; Papen in eigener Sache; Winston Churchill; u. a.
- 3. Dichter-Porträts:

Hugo von Hofmannsthal; Knut Hamsun; Frank Thiess; Heinrich Mann; Otto von Taube; Max Dauthendey; Hermann Eris Busse; Herbert Eulenberg; Dostojewsky; Martin Andersen Nexø; John Galsworthy; u. a. m.